# 新西兰国旗
新西兰国旗呈横长方形，长与宽之比为2:1。旗底为深蓝色，左上方为英国国旗红、白色的“米”字图案，右边有四颗镶白边的红色五角星，四颗星排列均不对称。新西兰是英联邦成员国，红、白“米”字图案表明同英国的传统关系；四颗星表示南十字星座，表明该国位于南半球，同时还象征独立和希望。 

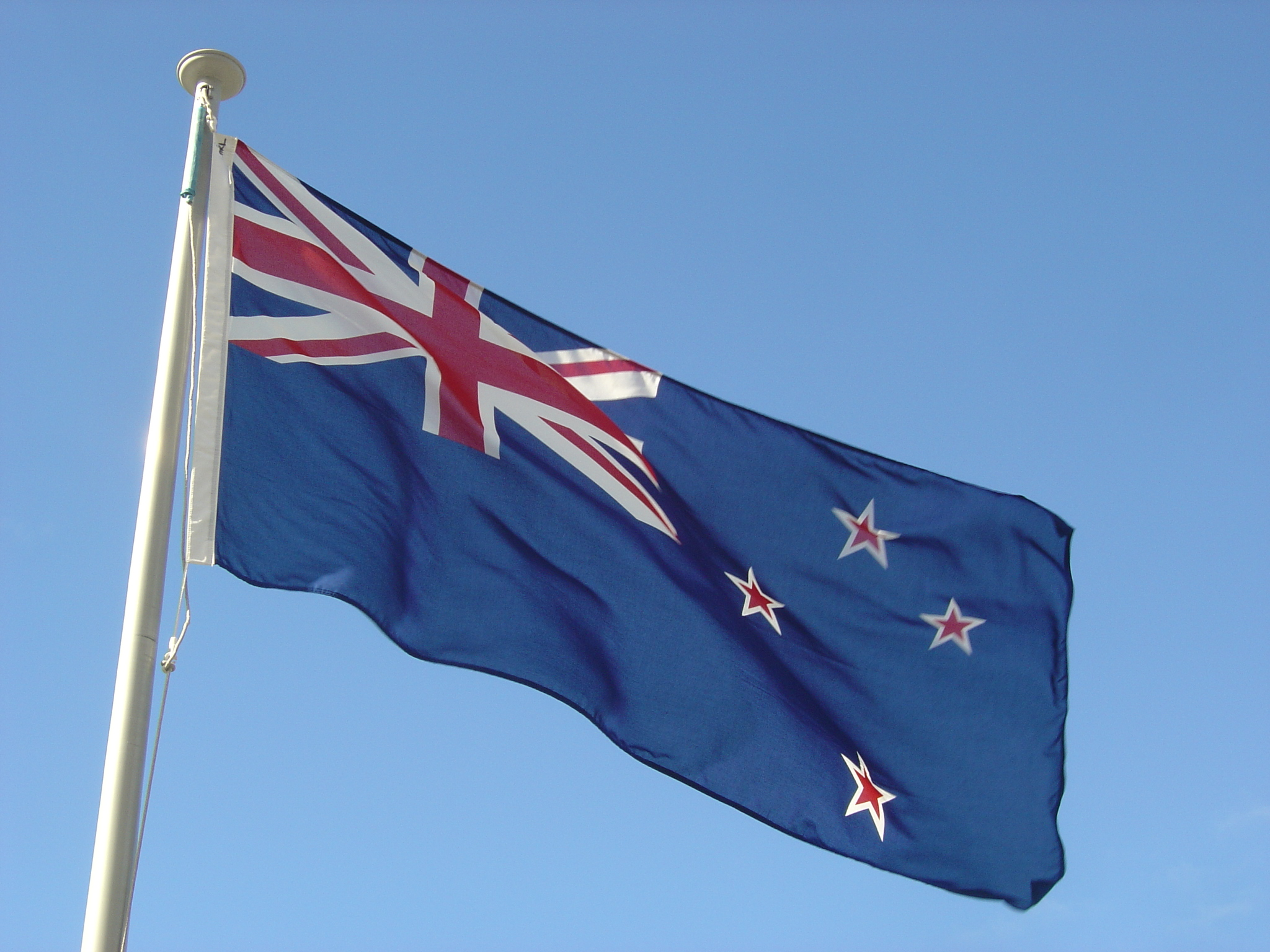
一面飘扬的新西兰国旗

## 旗帜构成

新西兰国旗的组成部分
组成英国国旗的部分
南十字星

新西兰最早时没有自己的标志，因此1867年1月15日在总督乔治·格雷的命令下使用写有“NZ”字样的旗帜，不过在两年后的1869年，时任总督宝云邀请英国皇家海军上将阿尔伯特·哈斯廷斯·马卡姆设计新西兰航海旗，马卡姆在他的方案中加入南十字星座图案，10月23日被宝云采纳，这就成了现在的国旗的最早雏形。现在的国旗和那时的新西兰航海旗一样，不过当时的新西兰国旗是英国国旗，新西兰航海旗只能使用于海上的政府船上，不用于内陆。后来在1899年，新西兰航海旗在旗子原来南十字星座的地方追加上一块白色圆盘状的底色将四颗红星星座图案围住。1902年3月24日,英國君主爱德华七世（King Edward VII）批准了《新西兰国旗议案》（New Zealand Ensign Bill）议案。新西兰政府在6月12日发表公告，将原来是航海旗的南十字星座旗取代英国国旗，作为新西兰的正式国旗使用至今。
2014年10月29日，總理約翰·基表示將推動國旗公投，並於2015年8月10日公布由新國旗評選12人小組，從10,292件投稿中選出的40件入選作品，並於9月決選出4件作品，作為當年11月樣式公投的投票。2015年12月15日，紐西蘭民眾票選出藍、黑色為底的银叶蕨圖樣，旁邊搭配與原本國旗相同的紅色南十字星圖案，收到的總票數為154萬6734票，投票率48.78%；2016年3月，將其與現今國旗進行最終投票的公投表決，有56.61%的民眾決定保留米字旗設計的原國旗。
- 蓝船旗
- 新西兰的海军旗帜，1867-1869
- 代码信号旗，1899年[1]

## 设计
旗帜所用的色彩分别是Pantone 186C（红色）、Pantone 280C（蓝色）和白色。

## 紐西蘭其他旗幟

### 毛利人旗帜
毛利人旗帜，也称为蒂诺·兰格蒂拉坦加旗，用于代表新西兰殖民前原住民后裔的部分民族认同。2009年，经过全国范围的协商，蒂诺·兰格蒂拉坦加旗（也简称为“蒂诺”）被选定为毛利人旗帜。它于1990年怀唐伊日首次亮相。虽然它没有新西兰政府的官方地位，但它已被政府用于官方场合。
2009年12月14日，总理约翰·基和毛利事务部长皮塔·夏普尔斯宣布，这面旗帜将在怀唐伊日当天在奥克兰海港大桥和其他官方建筑（如总理府）上飘扬。基解释说，这面旗帜不会取代新西兰国旗，而是会与新西兰国旗一同飘扬，以纪念自《怀唐伊条约》以来，英国王室与前殖民时期原住民后裔之间的伙伴关系。他表示：“新西兰国旗的地位不会改变。” 此举招致了一些批评，新西兰君主制组织称此举“可能造成分裂”，基对此回应称，这象征着团结和改善种族关系。
由于围绕《怀伊唐条约原则法案》出台的争议，这面旗帜在2025年的受欢迎程度显著上升。

### 联合部落旗帜
新西兰联合部落旗（毛利语： Te Kara）是1834年3月20日由毛利领袖联盟从英国传教士亨利·威廉姆斯设计的三面旗帜中选出的一面旗帜。当时，新西兰还不是英国的殖民地，这面旗帜被认为是新西兰的国旗。后来，当新西兰成为英国殖民地，英国国旗成为其官方旗帜时，这面旗帜才被称为新西兰联合部落旗。虽然在2009年的旗帜选举大会上，这面旗帜获得的票数不多，但它得到了一些直言不讳的毛利领袖的支持。
- 毛利人未采用拟议的旗帜；它包括英国国旗，但缺少足够的红色。
- 联合部落旗帜的初始设计
- 新西兰联合部落的旗帜

### 其他旗帜
- 總督旗
- 海軍白船旗（具女皇伊利沙伯二世的徽號）
- 海軍局旗
- 空军旗帜
- 毛利人旗帜[8]
- 新西兰警察旗帜
- 皇家游艇俱乐部船舶旗帜
- 民航旗帜
- 罗斯属地非官方旗帜
- 新西兰部落联盟旗帜
- 提议使用的南岛旗帜
- 2016年紐西蘭新國旗最終競選方案

## 外部連結
- https://mch.govt.nz/nz-identity-heritage/flags （页面存档备份，存于）
- The Flag Institute, in the U.K. （页面存档备份，存于） gives space to...